# شاه‌صراحی
شاه‌صراحی یکی از سازهای ابداعی محمدرضا شجریان است که در نمایشگاه سازهای ابداعی او در سال ۱۳۹۰ به نمایش درآمد. این ساز شبیه‌ساز کنترباس می‌باشد. شاه صراحی از نظر ظاهری بیشتر شبیه‌ساز عود یا بربط است با این تفاوت مهم فنی که خرک ساز مثل کمانچه روی یک پرده پوستی قرار گرفته و مانند بربط روی صفحه چوبی بدنه ساز قرار ندارد. ابعاد شاه‌صراحی تقریباً به اندازه کنترباس است یعنی نوازنده باید آن را در حالت ایستاده یا نشسته با یک تکیه گاه بنوازد.